# Петров, Михаил Петрович (учёный)
Михаил Петрович Петров — российский учёный в области управляемого термоядерного синтеза, доктор физико-математических наук, профессор, дважды лауреат Государственной премии СССР (1971, 1981).
Родился в 1935 году в Ленинграде в семье офицера Балтийского флота. Во время войны — в эвакуации в Горьком.
После окончания вуза работал в Физико-техническом институте имени А. Ф. Иоффе, последняя должность — главный научный сотрудник лаборатории процессов атомных столкновений ФТИ, руководитель Отделения физики плазмы, атомной физики и астрофизики.
Область научных интересов — диагностика плазмы, управляемый термоядерный синтез.
В 1990—2000 гг. работал в качестве приглашённого профессора в лабораториях по исследованию управляемого термоядерного синтеза в Мюнхене (Германия), Оксфорде (Великобритания) и Принстоне (США). Научный руководитель работ по участию ФТИ в создании Международного термоядерного реактора.
Доктор физико-математических наук, профессор.
Государственная премия СССР 1971 года — за цикл работ «Получение и исследование высокотемпературной термоядерной плазмы на установках „Токамак“».
Государственная премия СССР 1981 года — за цикл работ «Корпускулярная диагностика высокотемпературной плазмы» (1970—1979).
Прозаик, публиковался в журналах «Звезда», «Огонек». Автор воспоминаний:
- Петров М. П. Послевоенное. Школьные годы, Ленинград 1945—1953 гг. // Звезда.- 2017.- № 6.
- «Огонь небесный» (воспоминания о научной работе в Англии и США, о дружбе с Иосифом Бродским, кинорежиссёром Ильей Авербахом и другими выдающимися людьми ленинградской культуры).